# Klammspitze
Le Klammspitze est un sommet des Alpes, à 1 924 m d'altitude, dans les Alpes d'Ammergau, en Allemagne (Bavière).